# گلی پاپی
گلی پاپی(زاده ۲۰ آذر ۱۲۵۷-درگذشته ۲۰ آذر ۱۳۹۷) یک ابرصدساله اهل ایران و پیرترین زن ایرانی بود که بنا بر شناسنامهٔ ثبتی‌اش، زادهٔ ۱۲۷۲ بوده و در ۱۸ آذرماه ۱۳۹۷، در ۱۲۶ سالگی درگذشت. او فرزند شیخ علی از طایفهٔ «پاپی» متعلق به دشت سیلاخور بوده‌است که در روستای لبان واقع در غرب شهرستان دورود در استان لرستان ساکن بوده‌است. بنابر ادعای مرادحسین پاپی، با تحقیقات تبارشناسی و محاسبهٔ سن پدر و برادران خانم پاپی، او حدود ۱۴۰ سال سن داشته و متعلق به ۵ نسل گذشته بوده‌است.